# Neoveitchia brunnea
Neoveitchia brunnea är en enhjärtbladig växtart som beskrevs av John Leslie Dowe. Neoveitchia brunnea ingår i släktet Neoveitchia och familjen Arecaceae.
Artens utbredningsområde är Vanuatu. Inga underarter finns listade i Catalogue of Life.